# 小金井靖洲
小金井 靖洲（こがねい せいしゅう）は講談師の名跡。
- 初代小金井靖洲 - 本項にて記述。
- 二代目小金井靖洲 - 後∶六代目小金井芦州

小金井 靖洲（こがねい せいしゅう）は講談師。三代目小金井芦州の門下に1924年4月から9月まで在籍。講談が下手で廃業し番頭になったという。「鼠の殿様」と渾名された。
| スタブアイコン | サブスタブ | この項目は、まだ閲覧者の調べものの参照としては役立たない、人物に関連した書きかけの項目です。この項目を加筆・訂正などしてくださる協力者を求めています（P:人物伝/PJ:人物伝）。 |